# Jakob Schenk
Pour les articles homonymes, voir Schenk.
Jakob Schenk, né le 31 mars 1921 à Feuerthalen (Zurich) et mort le 22 avril 1951 à Montreux (Vaud), est un coureur cycliste suisse. Il est professionnel de 1949 à 1951.

## Biographie
Il meurt en course en 1951 lors du Tour du lac Léman. 

## Résultats sur les grands tours

### Tour d'Italie
1 participation
- 1949 : abandon